# قناری سیاه
قناری سیاه (انگلیسی: Canary Black) یک فیلم جاسوسی، اکشن و دلهره‌آور بریتانیایی محصول سال ۲۰۲۴ به کارگردانی پی‌یر مورل و نویسندگی متیو کندی است. در این فیلم کیت بکینسیل در نقش یک مأمور سی‌آی‌ای در حال فرار بازی می‌کند. این فیلم در کرواسی فیلمبرداری شده است.

## داستان
فیلم در مورد یک مأمور سازمان سیا به نام آوری گریوز (با بازی کیت بکینسیل) است که برای نجات شوهر ربوده شده خود، مجبور می‌شود با دادن اطلاعات به تروریست‌ها به کشورش خیانت کند. حال او که از تیم خود جدا شده، باید برای رهایی از این وضع و زنده ماندن تلاش کند، اما…

## تولید
قناری سیاه برای اولین بار در بازار فیلم کن ۲۰۲۲ به عنوان یک فیلم دلهره‌آور جاسوسی به کارگردانی پی‌یر مورل، نویسندگی متیو کندی و با بازی کیت بکینسیل معرفی شد. در بازار فیلم آمریکا در اواخر همان سال، اولین تصاویر از تولید منتشر شد که آنتون فیلم را برای فروش گذاشت.
فیلمبرداری در اکتبر ۲۰۲۲ در کرواسی آغاز شد، و تا ژانویه ۲۰۲۳ ادامه داشت.

## بازخوردها
این فیلم نقدهای متوسطی از منقدان سینمایی دریافت کرد.